# Friesengeist
Friesengeist ist ein Kräuterlikör mit 56 Volumenprozent Alkoholanteil, dessen Rezeptur Johann Eschen, zu dieser Zeit Gründer und Inhaber des Hotels Friesenhof  im Ort Wiesmoor in Ostfriesland, 1957 entwickelte. 2011 wurden etwa eine Million Flaschen Friesengeist verkauft. Inzwischen gehören die Markenrechte dem Spirituosenhersteller Behn.

## Name und Geschichte
Nach Johann Eschens eigenen Angaben fand man beim Torfstechen im Jahr 1951 ein Fässchen, gefüllt mit schwarzgebranntem Schnaps im Moor. Eschen trank davon und war vom Geschmack derart überzeugt, dass er versuchte, die Rezeptur nachzuahmen. Dabei stellte er fest, dass der „Geschmack von den einheimischen Kräutern stammte“. Im August 1957 gelang ihm schließlich nach langem Experimentieren der Durchbruch. Er benannte das Getränk zunächst nach seinem Hotel und schenkte es unter dem Namen Geist vom Friesenhof ausschließlich in seinem Hotel aus. 1961 gab er dem Hotel und der Spirituose den von beiden noch heute genutzten Namen Friesengeist und begann, das Getränk auf Ausstellungen anzupreisen. Wenig später vertrieb er das Getränk in der gesamten Bundesrepublik, in Dänemark, Schweden, Frankreich, Argentinien und den Niederlanden.
Die Markenrechte verkauften seine Nachfahren im Jahr 1999 an den Spirituosenhersteller Behn. In Wiesmoor ist dem Getränk inzwischen ein Museum gewidmet, das Karlheinz Eschen, Sohn von Johann Eschen und seit 1984 Inhaber des Hotels, zum 50. Jahrestag der Erfindung am 11. November 2011 eröffnete. Es entstand mit Unterstützung des Spirituosenherstellers Behn.

## Trinkspruch
Vor oder während des Anstoßens wird der Trinkspruch Wie Irrlicht im Moor, flackert's empor, lösch aus, trink aus, genieße leise auf echte Friesenweise, den Friesen zur Ehr vom Friesengeist mehr. vorgetragen.

## Zusammensetzung
Basis des Friesengeistes ist ein reiner, hochprozentiger Kornschnaps. Dieser ist mit Früchten und Kräuterauszügen versetzt.